# Скалдскапармал
Скалдскапармал (на старонорвежки: Skáldskaparmál, в превод език на поезията, ок. 50 хил. думи) е втората част от Прозаичната Еда на Снуре Стурлусон и представлява диалог между нордическия бог на морето – Агир и Браги, богът на поезията. В техния разговор се преплитат скандинавска митология и фундаментите на поезията. Даден е произходът на редица кенинги, а впоследствие Браги дава списък от кенинги на известни хора, места и предмети. След това богът обсъжда поетичния език в детайли и то най-вече хайти – поетични наименования на неописателни концепции, като отново систематизира казаното. Това до известна степен оформя един своеобразен изчерпателен източник за нордическата поезия.